# 2010-es Curitiba-rali
A 2010-es Curitiba-rali (hivatalosan: 2010 Rally Internacional de Curitiba) lesz a 2010-es interkontinentális ralibajnokság második-, valamint a 2010-es dél-amerikai ralibajnokság és a 2010-es brazil ralibajnokság első állomása. 2010. március 4-e és 6-a között kerül megrendezésre. A verseny tizenöt szakaszon zajlik majd melyen 684 kilométert tesznek meg mért körülmények között a résztvevők.

## Információk
A nevezők közt lesz a verseny 2009-es győztese Kris Meeke, valamint a brazil bajnok Daniel Oliveira. Jelen lesz továbbá a Skoda gyár két versenyzője, Juho Hanninen és Jan Kopecky is.